# Tudományos folyóirat-kiadás
Tudományos folyóirat-kiadásnak nevezzük tudományos témájú tanulmányokat tartalmazó, előre meghatározott periodicitás szerint megjelenő időszaki kiadványok megjelentetését. Ennek a publikálási formának jellemzője, hogy a tudományos minőséget a kiválasztási folyamat során a lektorálás (peer-review) biztosítja.

## Története
Bár a tudományos kommunikáció kezdetei az ókorra vezethetők vissza, a tudományos publikálás mai gyakorlata, vagyis a tudományos folyóirat-kiadás a 17. században alakult ki. A 17. században a természettudományok fejlődése számos akadémia létrejöttét hívta életre, mint az angol Royal Society vagy a francia Académie de science. Ezekben elsősorban az egyes nemzetek tudósai alkottak szellemi közösségeket, de hamar kialakult köztük az együttműködés, így létrejött a tudományos kutatás nemzetközi hálózata. Ezek a szervezetek a megfelelő szellemi közösség mellett a szükséges anyagi hátteret is biztosították a tudósok számára. A kutatáshoz szükséges eszközök biztosításán túl finanszírozni tudták a közlemények megjelentetését, így erre az időszakra tehető az első tudományos folyóiratok megalapítása. Az első európai tudományos folyóirat, a Journal des sçavans 1665. január 5-én jelent meg Denis de Sallo kiadásában, Párizsban, 12 oldalon. Nem sokkal ezután, 1665. március 6-án már a Royal Society kiadásában is megjelent a Philosophical Transactions.
A folyóiratok nagy hatással voltak a tudományos közösségek kialakulására, mivel állandóan, periodikusan biztosították a tudományos munkákat a kutatók számára. Emellett ebben az időben vált fontossá a szerzőség feltüntetése, elkezdték vizsgálni a közlemények tartalmának helyességét, kialakult a lektorálás rendszere, és az is hatalmas eredménye a folyóirat-kiadásnak, hogy a megjelenő publikációk számára egyfajta megőrzést, visszakereshetőséget biztosított. Ebben az időben a tudományos folyóiratokat tudósok szerkesztették és jelentették meg, de hamar megjelentek a kiadók és átvállalták a kiadással járó fáradságos feladatokat (finanszírozás, előkészítő munkák, terjesztés stb.). Az internet és a modern elektronikus eszközök használata forradalmasította a folyóiratkiadást, hatalmas változást hozott a tudományos kommunikációban. A közlemények száma ugrásszerűen megnőtt, a folyóiratok gombaként kezdtek szaporodni.

## Lektorálás
A tudományos folyóiratok szerkesztői a szakma legkiválóbb kutatóinak szakértelmét veszik igénybe, hogy a beküldött kéziratok közül a legszínvonalasabbakat válasszák ki megjelentetésre. A lektorálás (peer review) során a szakmai lektorok értékelik a tanulmányok tudományos tartalmát a publikálásra beküldött kézirat alapos vizsgálatával. Ez a szerzők számára komoly megmérettetés, hiszen a legjobb kutatók tesznek fel kérdéseket az ismertetett kutatási eredménnyel kapcsolatban, de feltárulhatnak akár a kutatási folyamat során elkövetett hibák is. Az ellenőrzési folyamat általában több lektor bevonásával és több fordulóban zajlik előre meghatározott tartalmi és formai kritériumok alapján. A tudományos folyóiratok ezeket az ún. lektorálási irányelveket honlapjukon ismertetik.

## A tudományos cikkek
A tudományos folyóiratokban többféle cikk jelenik meg, melyek különböző célokat szolgálnak: az eredeti közleményekben (original article) például új kutatási eredményeket osztanak meg a szakterület képviselőivel, az összefoglaló cikkek (review article) viszont arra hivatottak, hogy áttekintést adjanak egy adott témában már elvégzett kutatásokat bemutató más cikkekről, míg a kommentárokban véleményeket közölnek, de gyakorta megjelennek köszöntők, nekrológok, konferenciabeszámolók és könyvismertetések is.
A tudományos cikkek általában rendelkeznek az alábbi részekkel:
- Cím
- Szerző(k), intézményi affiliációval és egyedi azonosítóval
- Absztrakt
- Bevezetés
- Módszer
- Eredmények
- Következtetések
- Idézett művek listája

## Elektronikus publikálás

### Szoftverek
A tudományos folyóiratok elektronikus publikálását számos szoftver segíti, mint például az Atypon, a Bepress, az Open Journal Systems (OJS) vagy a Scholastica.
Ezek az alkalmazások támogatják a szerkesztési munkafolyamatokat, azaz a cikk beküldését, a lektorálási folyamatot, az online megjelentetést és a létrejött adatok továbbítását pl. indexelő adatbázisok, közös keresők felé, de arra is képesek, hogy más adatbázisokból vegyenek át adatokat, így pl. meg tudják jelentetni egy adott cikkre érkezett hivatkozások (citációk) listáját.

### Digital Object Identifier (DOI)
A DOI egy online objektumok, azaz például folyóiratcikkek megjelölésére szolgáló egyedi azonosító, mely biztosítja a publikáció online megtalálását akkor is, ha a tanulmány új webhelyre költözik (azaz megváltozik az URL címe). Ehhez a DOI-t, az URL-t és a cikkeket leíró bibliográfiai adatokat egy központi adatbázisban kell regisztrálni, melyet a DOI regisztrációs ügynökségek konzorciuma, az International DOI Foundation működtet. Azért van szükség több ügynökségre, mert minden szolgáltató más ügyfélkört szolgál ki: a CrossRef például a tudományos publikációk számára alakította ki szolgáltatásait, a DataCite a kutatási adatokra specializálódott. Ezek az ügynökségek általában egyesületi formában működnek. A rendszerhez kiadók csatlakozhatnak, magánszemélyek - azaz a kutatók - számára nem elérhető a szolgáltatás, mivel a hosszútávú működést hivatott biztosítani ez a megoldás. Ennek érdekében a rendszerhez való csatlakozással a kiadók vállalják, hogy hosszútávon karbantartják az azonosított objektumok adatait, azaz gondoskodnak például az URL-ek cseréjéről a központi adatbázisban, ha honlapjukat elköltöztetik. A hosszútávú megőrzés érdekében az azonosított objektumokat tartós tárhelyen, ún. repozitóriumban is megőrzik, így ha egy folyóirat weboldala végleg megszűnik, erre a tartós tárhelyre irányítják át a DOI-kat. Az olvasók így továbbra is hozzájuthatnak a cikkekhez.
Az azonosítót a ”https://doi.org/” után a böngésző címsorába beírva juthatunk el az azonosított dokumentumhoz.

### Nyílt hozzáférés
A Budapesti felhívás a szabad hozzáférés érdekében szerint 

Szabad hozzáférésen azt értjük, hogy mindenki számára ingyenesen olvashatók, letölthetők, lemásolhatók, kinyomtathatók, terjeszthetők ezek a cikkek, bennük keresés végezhető, a cikkek teljes szövegéhez csatolások fűzhetők, keresőmotorral indexelhetők, adat formájában valamely szoftverrel kezelhetők, vagy egyéb törvényes célra felhasználhatók pénzügyi, jogi vagy műszaki korlátozás nélkül, kivéve azokat a korlátozásokat, amelyek egyébként az internethez való hozzáférés velejárói. A reprodukálás és terjesztés egyedüli korlátja az legyen, és a szerzői jogvédelem szerepe ezen a területen abban nyilvánuljon meg, hogy a szerzők ellenőrizhessék műveik integritását, továbbá jogosultak legyenek arra, hogy megfelelően elismerjék munkájukat, és hivatkozzanak rájuk.

### Indexelés
Az online publikálás lehetősége egyre több és több tudományos folyóirat alapítását eredményezte, így ma már soha nem látott mennyiségű cikk jelenik meg. Ezek áttekintése az őket feldolgozó és kereshetőségüket biztosító indexelők nélkül lehetetlen volna. Emellett az ilyen adatbázisok növelik a tudományos folyóiratok ismertségét, olvasottságát, ezáltal pedig a cikkek idézettségét. A tudományos publikációk jelentőségét az mutatja, hogy hány más tanulmányban hivatkoznak a szerző kutatására más kutatók forrásként. Az indexelő adatbázisok pedig ezeket az idézéskapcsolatokat is feltárják és segítségükkel a folyóiratok minősítésére hivatott mutatókat állítanak elő. Ezért a tudományos folyóiratok törekszenek arra, hogy megfeleljenek a felvételi követelményeknek, ezáltal bekerüljenek és megkapják a szolgáltatók mutatóit, mint például a Web of Science adatbázison alapuló impakt faktor vagy a Scopus adataiból kalkulált Scimago Journal Rank (SJR).
A tudományos publikációk nyilvántartása Magyarországon az MTA Könyvtár és Információs Központban üzemeltetett Magyar Tudományos Művek Tára (MTMT) adatbázis. A 2015. évi CXXXI. törvény 6. § (1) írja elő, hogy a költségvetési támogatással megjelentetett tudományos művek adatait az MTMT-ben nyilván kell tartani.

### Közös keresők, aggregátorok
A független online publikációs platformok indexelését, kereshetőségének megteremtését közösségi szolgáltatások segítik,
mint a Directory of Open Access Journals (DOAJ), a Bielefeld Academic Search Engine (BASE), és a brit Jisc Core. Magyarországon a SZTAKI és az MTA KIK üzemelteti a repozitóriumok és Open Journal Systems alapú folyóiratok közös keresőjét

### Archiválás
Manapság már szinte minden tudományos folyóiratnak van online elérhető változata, de egyre növekszik azoknak a kiadványoknak a száma is, amik csak elektronikusan jelennek meg, hiszen az internet olcsó platformot nyújt a publikáláshoz és biztosítja a gyors megjelentetés feltételeit is. A nyomtatott példányok megőrzését évszázadokon át biztosították a könyvtárak, a kizárólag online publikált folyóiratok azonban új kihívások elé állították a könyvtárosokat. Ezek megőrzése is kiemelten fontos feladat, hiszen amilyen gyorsan, olcsón létre lehet ma hozni az online környezetben egy folyóiratot, sajnos ugyanolyan gyorsan tűnnek el az ilyen kiadványok az internetről.
A könyvtárosok ezért repozitóriumokban gyűjtik az elektronikusan megjelenő tudományos folyóiratokat, aminek több oka is van: az ilyen dokumentumszerverek működését úgy szervezik meg a könyvtárakban - hasonlóan a könyvtári raktárakhoz -, hogy hosszútávon megőrizzék és szolgáltassák az elektronikus dokumentumokat. Ennek érdekében a folyóiratokat PDF-ben - hacsak lehet PDF/A formátumban - archiválják, de elősegítendő az adat- és szövegbányászatot, ajánlott egyszerű szöveges formátumban (pl. TXT, EPUB) is elhelyezni a kiadványokat.
Ideális esetben a kiadók együttműködnek a könyvtárakkal és gondoskodnak kiadványaik repozitóriumi elhelyezéséről.